# Árion

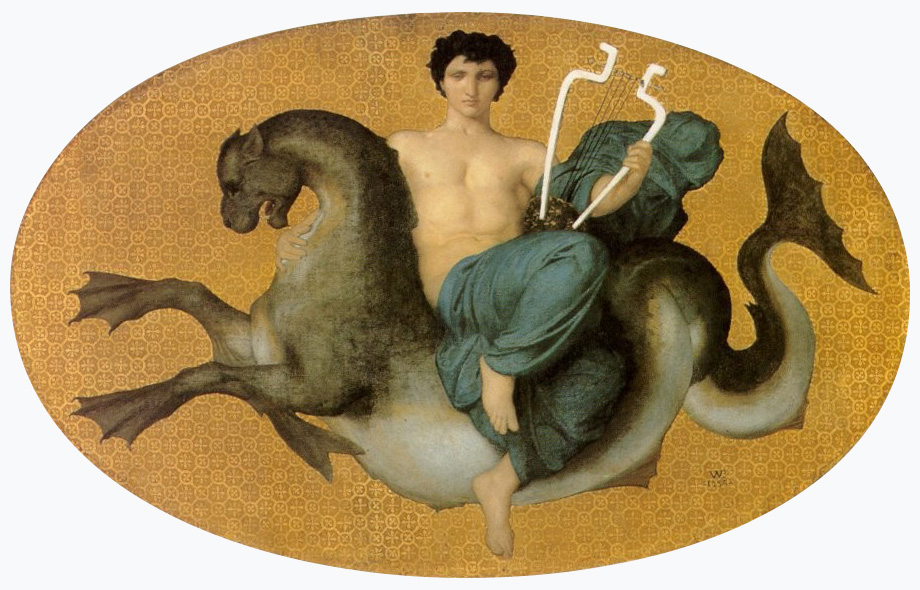
Árion sobre um cavalo-marinho. Pintura de William-Adolphe Bouguereau (1855)

Árion ou Aríon (Ariōn), poeta lírico grego, de duvidosa existência histórica (c. 600 a.C.).

## Biografia
Aríon teria nascido em Metomna (ilha de Lesbos), mas viveu principalmente em Corinto, à época do tirano Periandro, sendo citado como o primeiro a compor ditirambos do mundo grego. A obra "Suda" atribui-lhe também a invenção dos coros satíricos e a autoria de dois livros de Proêmios. Se existiram, essas obras se perderam no tempo.

## Lenda
De acordo com Heródoto, Arion decidira participar de uma competição musical na Itália e contratou um navio coríntio para transportá-lo. Tendo vencido a competição, recebeu ricos prêmios. Na viagem de volta entre Tarento e Corinto, os marinheiros do navio decidiram lança-lo ao mar para se apossarem de seus prêmios. Ciente disso, Árion pediu-lhes que o deixassem entoar seu derradeiro canto, vestido com suas roupas de cantor, após o qual ele próprio se mataria, lançando-se às águas do mar. Maravilhados, os marinheiros concordaram pois, além de conseguir o que queriam, ainda seriam brindados com a voz de tão famoso cantor.
Empunhando sua cítara, Árion entoou um cântico a Apolo, o deus dos poetas  e, à medida que cantava, uma crescente quantidade de golfinhos foi se colocando em volta do navio.  Findo o canto, ele lançou-se no mar, como prometera. Os marinheiros julgaram-no morto e prosseguiram sua viagem, mas ele caira sobre um golfinho, que o conduziu em suas costas até o cabo Ténaro, onde havia um santuário de Poseidon, o deus dos mares. 
Seguindo por terra, Árion chegou a Corinto antes dos marinheiros, e contou sua história ao tirano Periandro, que não acreditou nela, por julgá-la fantástica. Mas quando os marinheiros chegaram e sem saber que Árion estava vivo, disseram ao tirano que ele havia decidido permanecer na Itália, Periandro compreendeu que o poeta falara a verdade e mandou executar os marinheiros.
Heródoto em sua obra Histórias conta que a anedota de Aríon é narrada entre os coríntios e os lésbios, e que em Ténaro há uma estátua de bronze de um homem no dorso de um golfinho.

## Possível origem
A suposta lenda de Árion pode ser baseada no equino Árion, filho de Poseidon e Demetra. Por causa de Árion cair no templo de Poseidon, o pai do equino da mitologia, e na pintura de William Adolphe, estar montado em um cavalo-marinho, uma referência a o equino e a o seu pai. 